# Miejska Wieś
Miejska Wieś (niem. Bürgerdorf) – wieś w Polsce położona w województwie warmińsko-mazurskim, w powiecie olsztyńskim, w gminie Jeziorany.
W latach 1975–1998 miejscowość administracyjnie należała do województwa olsztyńskiego. Wieś znajduje się w historycznym regionie Warmia. Miejscowość została założona 8 grudnia 1359 roku. Przydzielono jej wówczas 50 włók ziemi. We wsi znajduje się kaplica murowana z roku 1769.